# Galerie de Szolnok

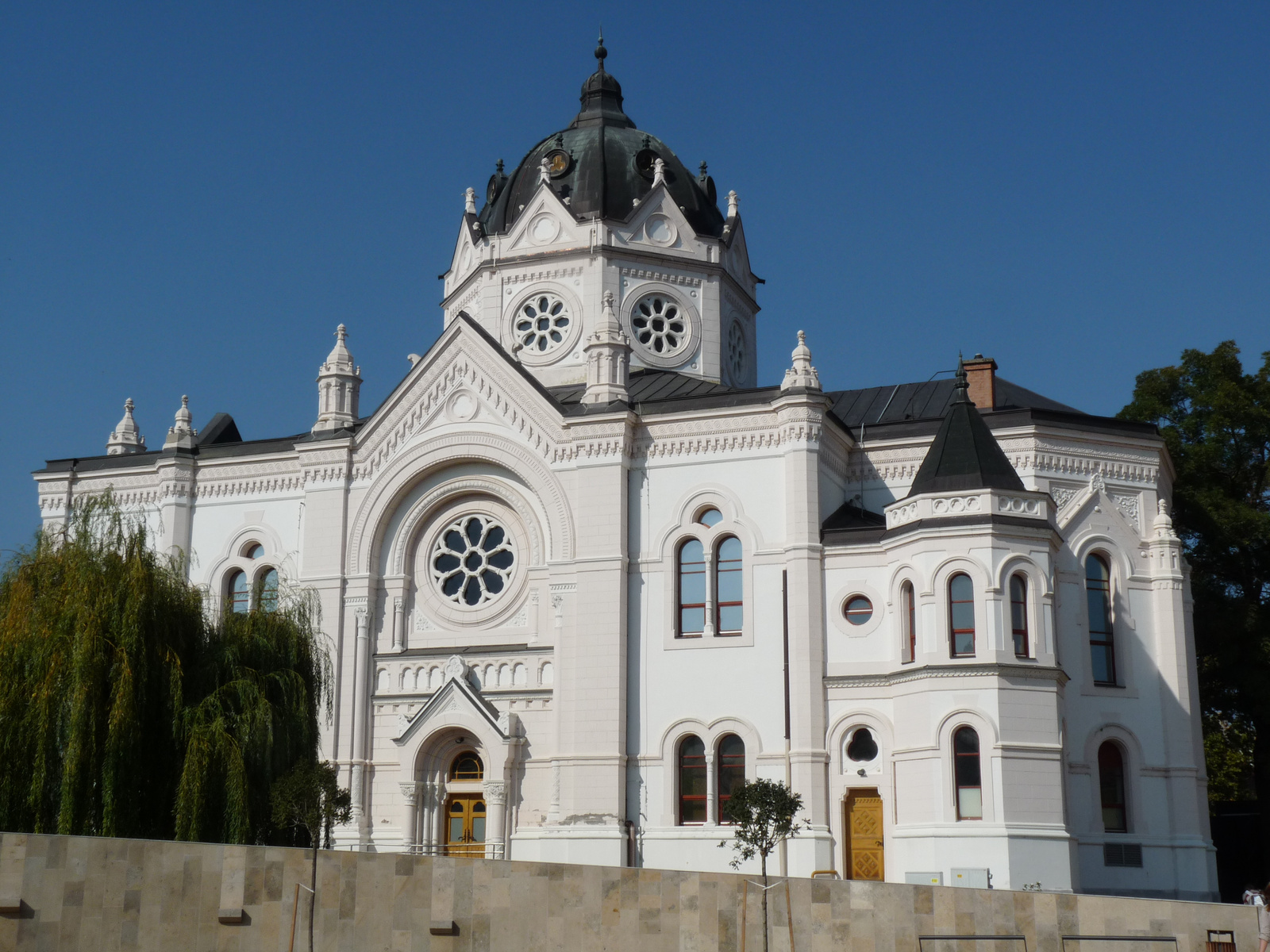

La Galerie de Szolnok (en hongrois : Szolnoki Galéria) est un musée hongrois situé dans l'ancienne synagogue de Szolnok. 

## Histoire
La synagogue, terminée en 1898, est l'œuvre de Lipót Baumhorn. Cette troisième synagogue en responsabilité montre l'influence d'Ödön Lechner et son voyage d'études en Italie.
Le dôme central s'inspire des travaux du Musée des Arts Appliqués de Budapest.
Les quatre façades sont d'inspiration gothique italienne.
Les dimensions extérieures du bâtiment sont 19,83 x 34,11 mètres, et celles de la salle principale de 17,95 x 17,85 mètres.